# Cowboyok és űrlények
A Cowboyok és űrlények (Cowboys & Aliens) egy 2011-ben bemutatott amerikai sci-fi-westernfilm Scott Mitchell Rosenberg 2006-os, azonos című képregényalbuma alapján. A film rendezője Jon Favreau, vezető producere többek között Steven Spielberg, főszereplői Daniel Craig és Harrison Ford.
Észak-amerikai premierje 2011. július 29-én, a magyarországi 2011. augusztus 25-én volt.

## Történet
1873-ban, az arizonai sivatagban magához tér egy Jake Lonergan nevű magányos férfi. Nem emlékszik múltjára, csuklóját egy titokzatos tárgy kulcsolja át. Absolution városába érve kiderül számára, hogy hírhedt, körözött bűnöző, akit sokan akarnak kézre keríteni, köztük a várost vasszigorral irányító Woodrow Dolarhyde ezredes. Hamarosan azonban Absolution sokkal veszélyesebb fenyegetéssel néz szembe: ismeretlen erők indítanak támadást az égből, mindenkit elragadva, aki az útjukba kerül. Dolarhyde és többi haragosa kénytelen félretenni nézeteltéréseit Lonergannel, akinek a karjára erősített eszköz jelenti a kulcsot az ellenség legyőzéséhez.

## Szereplők
- Daniel Craig mint Jake Lonergan: Rejtélyes múltú törvényenkívüli, aki központi szereplő lesz a sivatagi várost sújtó földönkívüli támadás visszaverésében. A szerepre eredetileg Robert Downey Jr. szerződött le, azonban a Sherlock Holmes 2-höz fűződő kötelezettségei miatt végül elhagyni kényszerült a produkciót.[1]
- Harrison Ford mint Woodrow Dolarhyde ezredes: Absolution városának keménykezű vezetője,[2] akinek személyes konfliktusa van Lonergannel. Ford és Steven Spielberg producer egyetértett abban, hogy a szerep természete ellenére Dolarhyde ne hordjon cowboykalapot, mivel az túlzottan emlékeztetné a közönséget a színész egy korábbi, nevezetes szerepére, Indiana Jones-ra.[3]
- Olivia Wilde mint Ella.[4]
- Sam Rockwell mint Doc: Jon Favreau rendező a Vasember 2.-n való közös munkájuk miatt választotta Rockwellt a szerepre. Az eredeti forgatókönyvben Doc egy nagy termetű mexikóiként szerepelt.[2]
- Noah Ringer mint Emmett.
- Paul Dano mint Percy Dolarhyde.[4]
- Clancy Brown mint Meacham.
- Keith Carradine mint Taggart seriff.
- Adam Beach mint Nat Colorado: Dolarhyde-nak dolgozó, félig apacs férfi.[4]
- Abigail Spencer mint Alice: Lonergan egykori szeretője.[5]
- Ana de la Reguera mint María.
- Walton Goggins mint Hunt.

## Háttér

### Előkészületek
Scott Mitchell Rosenberg, a Malibu Comics alapítója az ötlet megszületésekor ashcan-kiadásként (védjegyként szolgáló, nem árusítás céljából publikált) képzelte el a Cowboyok és űrlényeket, remek lehetőséget látva benne egy filmadaptációhoz. A Walt Disney Pictures és a 20th Century Fox is versenybe szállt a megfilmesítési jogokért 1997 májusában, ám végül a Universal Pictures és a DreamWorks szövetsége kapta a lehetőséget. Rosenberg megalapította a Platinum Studiost, hogy segítse a film elkészültét, Steve Oedekerk pedig forgatókönyvírói, produceri és rendezői megbízást kapott 3,5 millió dolláros fizetség fejében. A szkriptnek a Bölcsek kövére II.: A Klump család befejezte után kívánt nekiállni, ám végül otthagyta a produkciót egy másik filmterv miatt. Egy forgatókönyv-változat 2001 októberére készült el Chris Hauty tollából, azonban addigra a Universal és a DreamWorks által vásárolt jogok lejártak. 2004 májusában a Sony Pictures Entertainment kapott lehetőséget, s Rosenberg az Escape Artistsszal is együtt dolgozott a film finanszírozásának érdekében. Thomas Dean Donnellyt és Joshua Oppenheimert kérték fel Thompson Evans forgatókönyv-verziójának átírására. Mivel a filmet a fejlesztési gödör fenyegette, Rosenberg 2006 decemberében úgy döntött, kiadja a Cowboyok és űrlényeket képregényalbum formájában. 2007 júniusában bejelentették, hogy a Universal és a DreamWorks visszatér a projekthez, Ron Howarddal és az Imagine Entertainmenttel társulva. Mark Fergus és Hawk Ostby kezdte meg a munkát egy új forgatókönyvön, amit később Alex Kurtzman és Roberto Orci producerek írtak át, együttműködve Damon Lindeloffal. Az íróknak gondot okozott megtalálni a megfelelő hangvételt a film számára. Eredetileg a forgatókönyv komikusan közelített a történet felé, ám később komollyá vált. „Képzeljék el, hogy a Nincs bocsánatot nézik, ám egyszer csak űrlények szállnak le benne” – vázolja Orci. Az idegen lényeket a babilóniai vallás Anunnaki istenei ihlették, akik különösen érdeklődnek az arany iránt. Robert Downey Jr. került képbe mint főszereplő, 2009 szeptemberében pedig Jon Favreau szerződött le a rendezői posztra; a két férfi a Vasember-képregény adaptációin dolgozott együtt korábban. Downey Jr. később távozott a produkcióból, helyét Daniel Craig vette át.

### Forgatás
A film forgatása 2010. június 30-án vette kezdetét az új-mexikói Albuquerque Studios-ban. Augusztusban a munkálatok Rio Arriba megyében folytatódtak, a Dar al-Islam birtokában álló helyszínen. A kaliforniai Randsburgban is sor került külső felvételekre, a stúdiómunkálatok pedig Los Angeles-ben zajlottak. A forgatás 2010. szeptember 30-án fejeződött be.

### Látvány és trükkök
A látványtervezői feladatot Scott Chambliss kapta, aki együtt dolgozott Orcival és Kurtzmannal a Star Treken. A vizuális effektusokért az Industrial Light & Magic felel, vezető trükkszakemberként Roger Guyett működik közre. A Cowboyok és űrlények 3D-s változatban nem kerül a mozikba; mikor a DreamWorks megkereste az ötlettel, Favreau érdeklődését nem keltette fel a dolog, mondván, „a westerneket csak filmre szabad felvenni” (szemben a digitális nyersanyaggal, ami a modern 3D technológiához szükséges). „Ez az egész olyan volna, mintha fekete-fehérben forgatnánk, aztán kiszíneznénk” – érvelt a rendező. A film IMAX vásznakon ellenben látható lesz 2011. július 29-től.

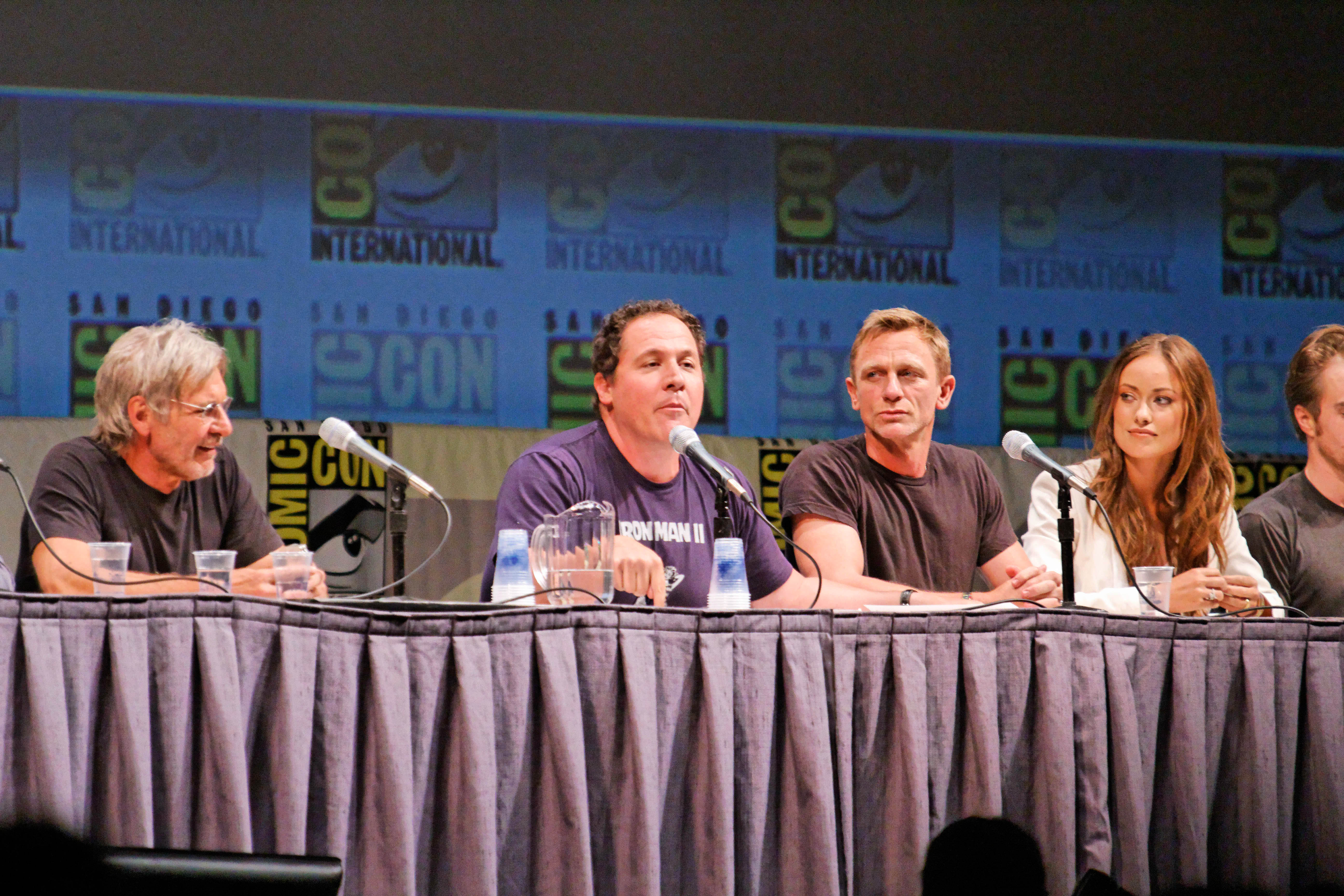
A Cowboyok és űrlények stábja a 2010-es San Diegói Comic-Conon

## Marketing
A Universal, a DreamWorks és a Touchstone képviselte a filmet 2010 júliusában a San Diego Comic-Con Internationalen, ahol Jon Favreau rendező felvételeket is mutatott be a filmből. Harrison Ford, olyan ikonikus filmszereplők alakítója, mint Han Solo és Indiana Jones, kerülni szokta a rajongói találkozókat, így felbukkanása a panelnál meglepetésszámba ment. Daniel Craig, Olivia Wilde és Sam Rockwell színészek szintén megjelentek a rendezvényen.
A Cowboyok és űrlények első előzetese 2010. november 17-én debütált a Yahoo! Movies-on, a második, félperces reklámanyag pedig 2011. február 6-án, a 2011-es szuperkupa-döntő egyik szünetében került a közönség elé, noha Jon Favreau már néhány órával korábban elérhetővé tette Twitteren.